# Mihailo Ristić
Mihailo Ristić (Bijeljina, 31 de octubre de 1995) es un futbolista serbio que juega de centrocampista en el R. C. Celta de Vigo de la Primera División de España.

## Trayectoria
Comenzó su carrera deportiva en el Estrella Roja de Belgrado, en 2013, equipo que abandonó en 2017 para fichar por el FC Krasnodar de la Liga Premier de Rusia.
Durante su etapa en el Krasnodar estuvo cedido en el A. C. Sparta Praga.
En 2019 fichó por el Montpellier H. S. C. de la Ligue 1.
El 26 de mayo de 2022 se oficializó su fichaje por el S. L. Benfica para las siguientes cuatro temporadas una vez finalizara su contrato con el equipo francés en el mes de junio. Al inicio de la segunda se marchó al R. C. Celta de Vigo con el que firmó hasta 2026.

## Selección nacional
Fue internacional sub-19, sub-21 y sub-23 con la selección de fútbol de Serbia, antes de debutar con la selección absoluta en septiembre de 2016 en un amistoso frente a la selección de fútbol de Catar.

## Clubes
| Club                        | País            | Año       |
| --------------------------- | --------------- | --------- |
| Estrella Roja               | Serbia          | 2013-2017 |
| F. C. Krasnodar             | Rusia           | 2017-2018 |
| A. C. Sparta Praga (cedido) | República Checa | 2018      |
| Montpellier H. S. C.        | Francia         | 2019-2022 |
| S. L. Benfica               | Portugal        | 2022-2023 |
| R. C. Celta de Vigo         | España          | 2023-     |

## Palmarés

### Títulos nacionales
| Título                | Club          | País     | Año  |
| --------------------- | ------------- | -------- | ---- |
| Superliga de Serbia   | Estrella Roja | Serbia   | 2014 |
| Superliga de Serbia   | Estrella Roja | Serbia   | 2016 |
| Primeira Liga         | S. L. Benfica | Portugal | 2023 |
| Supercopa de Portugal | S. L. Benfica | Portugal | 2023 |